# Anisomorpha buprestoides
Anisomorpha buprestoides es un insecto palo (orden Phasmatodea: también conocido como "fásmidos" (Phasmida, del griego antiguo: φάσμα phasma, aparición o espíritu) conocidos comúnmente como insectos palo (Colombia, España y República Dominicana), palote (Chile), mariapalito (Panamá), debido a su aspecto corporal, y vaca del diablo (Guanacaste, Costa Rica) que está presente en todo el sureste de Estados Unidos.
Anisomorpha buprestoides es un fásmido marrón grande, robusto (para ser un insecto palo) con tres franjas negras longitudinales conspicuas.

## Defensa
Esta especie, y otra del mismo género, (Anisomorpha ferruginea, que se extiende más al oeste y al norte, pero que puede superponerse con A. buprestoides) es particularmente bien conocida por su potentísima defensa química que segregan en un par de glándulas que se abren en la parte delantera de su tórax y que fumigan. El nombre "devil rider" en inglés ( "jinete diablo") de este insecto proviene probablemente de esta defensa, así como el hecho de que se encuentran con más frecuencia a finales del verano y del otoño, cuando son adultos activos en un momento en que casi todos ellos se encuentran en parejas, estando el macho, más pequeño, montado sobre el dorso de la hembra, más grande. La defensa química de esta especie fue estudiada por primera vez por Thomas Eisner y Jerrold Meinwald (dos científicos de la Universidad Cornell, que ayudaron a fundar el campo de la ecología química). Ellos descubrieron que la fumigación de defensa química del morfo de la especie que ellos encontraron entonces contenía predominantemente un compuesto de ciclopentanil monoterpeno dialdehído, al que llamaron "anisomorfal".

## Morfos cromáticos
Este insecto presenta tres morfos cromáticos diferentes y específicos de la región en la que habita: un "morfo marrón", predominantemente marrón oscuro con franjas marrón claro; un "morfo blanco", negro muy oscuro con franjas de color blanco brillante, y un "morfo naranja". Se sabe que los morfos blanco y naranja solo se dan en áreas relativamente pequeñas y específicas de Florida. Cada uno de los tres morfos presenta un comportamiento grupal, una actividad diurna y una puesta de huevos diferentes, que se ajustan a las condiciones ecológicas en las que han sido encontrados. También se ha podido determinar que producen un cóctel de productos químicos de defensa relativamente único (al menos por lo que a los adultos se refiere), produciendo las variaciones blanca y naranja, sobre todo, "anisomorfal", y la marrón tanto anisomorfal como perufasmal (que es un esteroisómero del anisomorfal), según en que población se realice el muestreo. Se ha demostrado que las ninfas del morfo marrón producen principalmente distintas mezclas de anisomorfal y dolicodial (otro esteroisómero del anisomorfal), además de trazas de contenido de perufasmal que permanecen hasta que alcanzan la madurez sexual. Además, se ha descubierto que la defensa química de esta especie, al igual que la de otros fásmidos, contiene glucosa, que puede formar parte de las últimas fases de su recorrido biosintético, similar al recorrido que muestran algunos insectos coleópteros (familia Chrysomelidae). El morfo blanco ha sido objeto de la portada del número de marzo de 2009 de Annals of the Entomological Society of America. El morfo naranja también ocupó la portada de los números de julio a diciembre de 2011 del Journal of Natural Products. .